# Hasdai Cresques
Hasdai ben Judà Cresques - חסדאי קרשקש (hebreu) - (Barcelona, v. 1340 – Saragossa, 1410) va ser rabí a Barcelona i Saragossa i va escriure en català i hebreu. Fou un reconegut filòsof i halaquista, o intèrpret de la llei jueva. Juntament amb Maimònides (Rambam), Gersonides (Ralbag) i Joseph Albo, és conegut com un dels principals practicants de l'enfocament racionalista de la filosofia jueva. Els seus postulats racionalistes sobre la llei natural i el lliure albir en fan un precursor de Spinoza, que s'hi inspira, el llegeix i el cita.

## Biografia

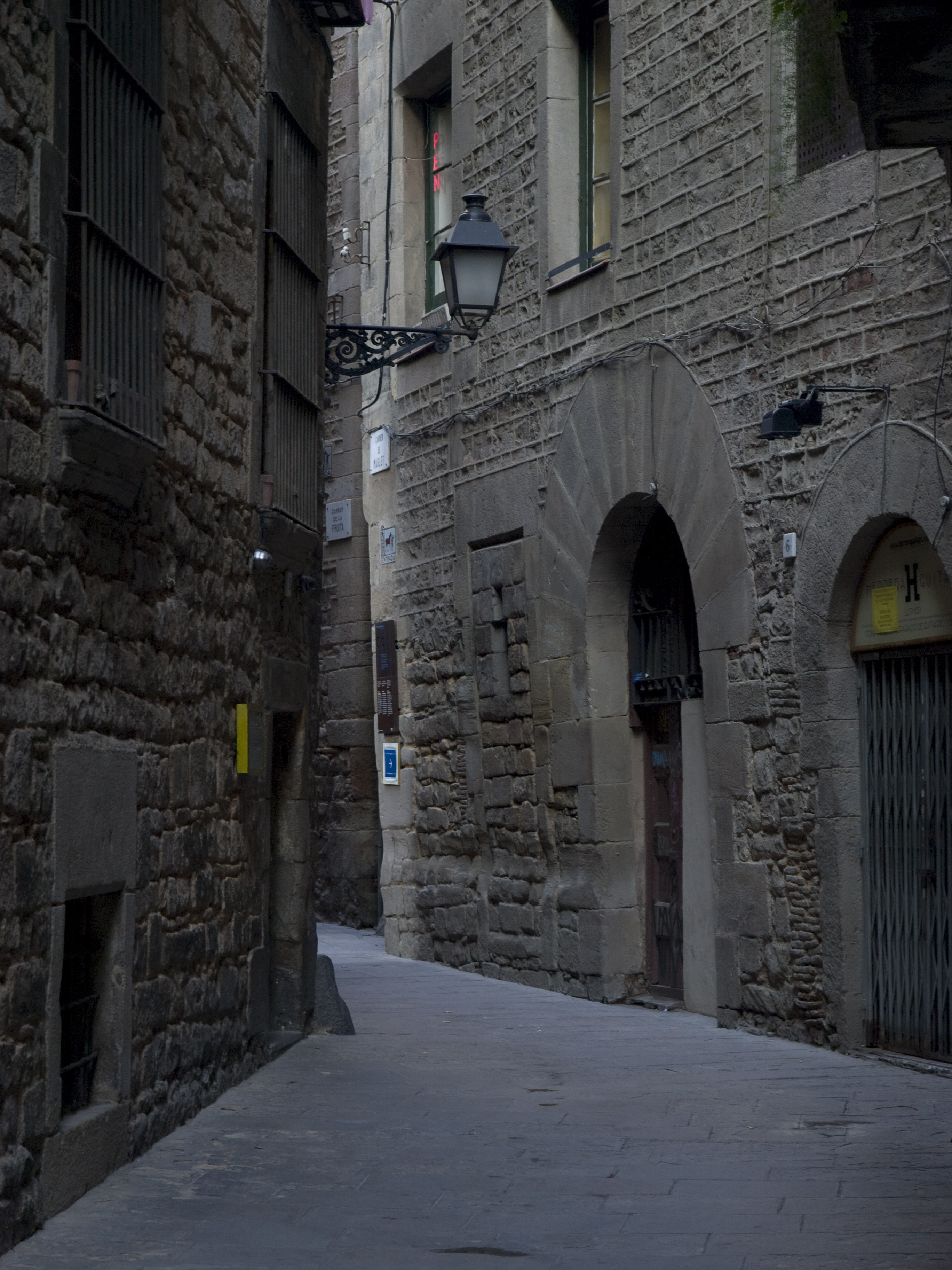
Carrer Marlet, a l'antic call jueu de Barcelona, on va néixer Cresques. La Sinagoga Major és a l'esquerra.

Hasdai Cresques provenia d'una família d'erudits. El seu pare probablement es deia igual. Era net del talmudista Hasdai ben Judah Cresques. El cognom Cresques o Crescas era corrent entre els jueus de Catalunya i Mallorca i és una traducció a l'idioma romanç de l'hebreu Ṣemaḥ.
Cresques es va formar a la coneguda escola talmúdica que tenia a Barcelona el destacat talmudista Nissim ben Reuben Girondí. Amb ell va ser empresonat l'any 1367 per unes acusacions de furt i profanació d'hòsties, encara que foren alliberats en poc temps, en demostrar-se la falsedat de l'acusació. Va esdevenir una autoritat talmúdica i un filòsof de gran originalitat. L'any 1373 ja gaudia de gran prestigi, fins al punt que el rei Pere el Cerimoniós el requereix per assessorar-lo en decisions jurídiques.
Va marxar de Barcelona el 1387, i va ocupar el càrrec administratiu de rabí de la corona a Saragossa. Sembla que havia estat actiu com a professor. Entre els seus companys i amics destaca especialment Isaac ben Sheshet (conegut com el RIBaSH ), famós per la seva responsa. Joseph Albo és el més conegut dels seus alumnes, però n'hi ha dos més de destacats, el rabí Mattatias de Saragossa i el rabí Zachariah ha-Levi.
Va escapar de la persecució de jueus del 1391, la matança de jueus coneguda com el pogrom de Barcelona, però el seu únic fill va morir. En aquests fets una part important del patrimoni jueu va quedar malmès. Hasdai Cresques va actuar com a restaurador, tant material com espiritual, del judaisme peninsular, que havia quedat molt malmès després de la catàstrofe de 1391.
Va ser un protegit del rei Joan I, entorn del qual és possible que es coneguessin amb Francesc Eiximenis. Joan I l'any 1393 li va fer l'encàrrec de restaurar les aljames, gairebé arruïnades, de Barcelona i València. El mateix any va ser nomenat marmessor únic del testament del seu oncle Vitalis Azday pel rei Joan I d'Aragó l'any 1393. Així i tot, tot i que gaudia de l'alta estima fins i tot dels destacats no jueus, no va escapar del destí comú dels seus correligionaris.
Entre el 1401 i el 1402 visità Josep Orabuena a Pamplona a instàncies del rei de Navarra, que pagava les despeses del seu viatge a diverses ciutats navarreses (Jacobs, lc núms. 1570, 1574). En aquell moment va ser descrit com Rav de Saragossa.

## Filosofia de Cresques

### La teologia de Cresques
La teologia de Cresques es va veure influïda per un entorn canviant: la principal amenaça per al judaisme ja no era el racionalisme filosòfic, sinó el cristianisme. La pressió constant del cristianisme, les disputes i els baptismes van portar Cresques a escriure un assaig polèmic contra el cristianisme. També es perceben ecos d'aquesta polèmica a la principal obra de Cresques La llum de Déu 

#### Fonaments de la fe
Cresques va exposar els famosos 13 principis de la fe de Maimònides revisats i en va reduir el nombre a sis. Principis la negació dels quals equival, segons Cresques, a la negació de tota la Torà:
1. Omnisciència Déu
2. Déu vigila les criatures
3. Omnipotència de Déu
4. L'existència de la profecia
5. L'existència de la llibertat humana elecció
6. El propòsit últim de la Creació.

Menys importants són els principis basats en la Torà, però la seva negació no implica la negació de la Torà:
1. Creació del món del no-res
2. Immortalitat de l'ànima
3. Retribució pel bé i el mal
4. Resurrecció dentre els morts
5. Eternitat de la Torà
6. Veracitat de la profecia de Moisès
7. Fe a Urim i Tumim
8. Creença a la vinguda del Messies

També hi ha una llista de creences basades en la Torà, però no obligatòries de creure. Cresques creia que el fonament del judaisme no és la comprensió intel·lectual. Encara que l'intel·lecte pot portar a la comprensió d'alguns dels fonaments de la fe, però independentment d'això, la base primordial és la Revelació Divina, per la qual cosa una conclusió de la Torà és base suficient.

#### El pecat original
Encara que molts comentaristes jueus han assenyalat que la pròpia naturalesa humana va canviar després de la caiguda d'Adam en el pecat, Cresques és gairebé l'únic filòsof medieval jueu que va interpretar la caiguda com pecat original, que ha de ser expiat . Cresques es basa en l'afirmació del Talmud que «des que la serp primordial va arribar a Hava, ha dipositat la impuresa (hebreu: זוהמה, "zuhama"‎) sobre nosaltres, però del poble d'Israel que va estar a la muntanya Sinaí, es va desprendre aquesta impuresa». Cresques explica que la caiguda d’Adam li va causar un fort desig de materialitat. Més tard, però, va aparèixer al món Abraham, que estava disposat a portar Isaac com a sacrifici, i sacrificar així tota la nació d'Israel. Per això, Déu va fer una Nova Aliança amb ell i el va salvar de la persecució de la matèria. Cresques es caracteritza per interpretar el sacrifici d'Isaac com a prototípic de tota la destinació futura del poble jueu amb el seu autosacrifici, la qual cosa és especialment comprensible atesa la mort del propi fill de Cresques. Així, hebreu: עקדה‎  (akeda, 'el lligam d'Isaac) i el pacte de la carn d'Abraham, la circumcisió, expien el pecat original.

#### El significat dels manaments
De la interpretació anterior es dedueix que un dels significats dels manaments segons Cresques és redemptor. A banda d'això, Cresques dóna també altres significats i alhora polemitza amb els cristians que afirmaven que els manaments van ser donats només per un període, per al desenvolupament inicial de la humanitat. Cresques demostra que els descendents d'Abraham a Egipte van mostrar capacitat d'autosacrifici i no es trobaven en absolut en un nivell particularment baix, per la qual cosa és per a ells per als que calen molts manaments.
Segons Cresques, els manaments tenen diversos tipus d'objectius: primaris, intermedis i finals. En primer lloc, mitjançant els manaments l'home en reforma el caràcter, assoleix la perfecció intel·lectual i moral, estableix una estructura social justa i provoca l'amor entre les persones. Tot i això, segons Cresques, no és el significat final dels manaments.
Els significats posteriors dels manaments són assegurar la perfecció de l'ànima perquè hi pugui haver fins i tot després de la mort. Tanmateix, l'objectiu més important és fer que l'home estimi Déu, aferrar l'home a ell i, en conseqüència, conduir l'home a la felicitat (eudemonisme). L'amor és la fi última no només del subjecte, sinó també de l'objecte dels manaments. L'home assoleix un estat en què està constantment a la resplendor de la presència divina, tant a la vida com després de la mort.

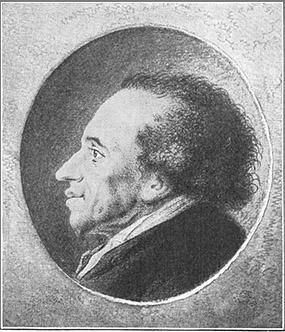
Moses Mendelssohn

A l'explicació de Cresques sobre el significat dels manaments es percep una reelaboració creativa de les idees de Yehuda Halevi, Maimònides, Hersonides, Abraham ibn Daud, Saadia Gaon. A diferència de molts dels seus predecessors, Cresques no utilitza el concepte de manaments disciplinaris, que es donen per donar més mèrit a les persones. Segons Cresques, els manaments, que no tenen base racional, tenen per objecte refinar l'home per conduir-lo a la immortalitat de l'ànima. Això concorda amb una altra divergència entre Cresques, d'una banda, i Maimònides i Gersonides, de l'altra: Cresques nega que la immortalitat de l'ànima concerneixi només la ment. Segons Cresques, altres parts de la personalitat, com les emocions, i entre altres sobretot l'amor a Di-s, també estan incloses a la part immortal de l'ànima. El coneixement com a tal no assegura la immortalitat de l'ànima, però algun coneixement és necessari com a base de la Torà i els seus manaments. A més, Cresques nega la transmigració de les ànimes reconeguda per la Càbala, i això és característic ja que Cresques va prendre només idees individuals de la Càbala, no tot el sistema.
De considerable interès és el tractament que Cresques dóna al primer manament. Contràriament a la concepció habitual de Maimònides, Cresques s'oposa categòricament a l'existència de manaments el contingut dels quals sigui la fe. Demostra de tres maneres (lògica, Halacà, psicologia) que els manaments de creure en alguna cosa no existeixen, i sobretot no hi pot haver un manament de creure en Déu. Els manaments, segons Cresques, només poden estar a l'acció. Aquest punt de vista troba ressò en els ensenyaments de Moses Mendelssohn. Aquest últim, a la seva obra principal "Jerusalem" critica Maimònides per apartar-se de l'antiga tradició jueva de no constituir dogmes de fe. Com a resposta positiva, Mendelssohn esmenta els noms de Cresques, Albo i altres. Amb això, Cresques va establir les bases de la noció que els manaments només existeixen en l'acció (l'ortopràxia jueva), a que també donen suport alguns pensadors moderns, com Leibowitz Ishayahu, qui va esmentar Cresques com un gran filòsof religiós

#### El problema dels atributs de Déu
Un problema molt tractat a l'Edat Mitjana és si Déu té atributs positius, és a dir, com entendre paraules com misericordiós, bo i similars en relació amb Déu. Maimònides va adoptar una posició extrema sobre aquesta qüestió. Totes les paraules que s'apliquen a Déu i a qualsevol altra persona són simplement parells d’homònims purs, parells de paraules que tenen diferents significats però que coincideixen per casualitat. En conseqüència, tots els llocs on la Bíblia aplica epítets a Déu s'han de considerar pures metàfores; no hi ha ni hi pot haver analogia o semblança entre Déu i un altre objecte.
Molts altres pensadors no van arribar tan lluny. Així, Gersonides pensa que hi ha una connexió definida entre els epítets aplicats a Déu i els epítets aplicats a una altra cosa. Els primers expressen el significat original i veritable de la paraula, mentre que els segons expressen un significat posterior, distorsionat i simplificat.

Cresques va adoptar inicialment la posició de Maimònides de tot cor, sotmetent a Gersonides a dures crítiques. En el període posterior, però, la influència dels escolàstics llatins i després de la Càbala, especialment els ensenyaments d’Azriel de Girona. Cresques es va passar primer a les posicions de Gersonides:
| « | El significat general de la paraula [existència] és que l'objecte a què s'atribueix existència no és absent, i així es diu de Déu, beneït sigui, i de les altres substàncies, és a dir, que no estan absents, només que es diu d'ell en el sentit a priori i dels altres éssers en el sentit a posteriori. Per tant, és clar que la paraula "existeix" es diu d'Ell i de la resta dels éssers, no en un sentit absolutament equívoc, sinó com una espècie d'amfíbol | » |

Després Cresques va anar encara més lluny, afirmant l'existència d'atributs essencials (hebreu: תארים עצמייים, te'arim atzmi'im‎   ) identificats amb les deu sfirot. Aquesta posició s'acostava perillosament al cristianisme, de manera que fins i tot RIVASH, en criticar la Càbala, va comparar la creença d'"alguns filòsofs" en el delme amb la dels cristians en la trinitat  . Una observació similar va fer el traductor de l'obra de Cresques hebreu: "ביטול עקרי הנוצרים" ("Bittul ikarei ha-notzrim", "Refutació dels fonaments de la fe cristiana")‎. Shem Tov Ben Yosef Ibn Shem Tov (שם טוב בן יוסף אבן שם טוב) al lloc on Cresques dissecciona la creença cristiana de la trinitat. Cresques va aconseguir mantenir-se en una posició acceptable per a altres pensadors ortodoxos i mantenir la unitat i la immaterialitat de la Divinitat. Cresques va utilitzar com a il·lustració la imatge del llibre Sefer Yetsirah: flama i carbó, la flama (anàleg d'atribut) no existeix sense el carbó (anàleg de substància), però no ho és. Com a resultat, Cresques es queda amb la creença que Déu és transcendent i incognoscible, encara que els atributs essencials (sphirot) són immanents. El més tard prominent cabalista Meir ibn Gabbai va elogiar les descripcions de Cresques de les sphirot

### Metafísica

#### La prova de l'existència de Déu
Cresques va relatar la prova cosmològica de l'Ésser de Déu segons Maimònides, procedent de la rotació de l'esfera celeste, i la va refutar en molts punts.
| « | Examen de la prova del Mestre de l'existència de Déu, de la seva unicitat, que és incorpori i no una força al cos. Explorarem la qüestió des de dues perspectives. La primera és el dubte de moltes de les proposicions sobre les quals descansa la prova de Maimònides. La segona és si la prova de Maimònides seria indubtable encara que aquestes clàusules estiguessin provades. Observant la primera prova de Maimònides, trobem que es recolza en set postulats, sobre els quals ja hem demostrat que no són certs. A la llista de postulats de Maimónides aquests són la posició 1, en cas contrari el motor de l'esfera celeste pot ser un cos infinit que posseeix un poder infinit, la posició 2, en cas contrari l'esfera pot ser moguda per una altra esfera i així fins a l'infinit, la posició 3, en cas contrari pot haver-hi un nombre infinit de motors, la posició 8, en cas contrari el motor pot ser una força indivisible en un cos, com l'ànima o l'intel·lecte, la posició 12, altrament el motor pot ser un cos que posseeix un poder infinit. També requereix la veritat de la posició 26, en cas contrari el motor podria ser una força distribuïda al cos i posseir energia finita, o fins i tot una força no distribuïda en el cos i posseir energia finita. Com que ja s'ha establert als paràgrafs anteriors que el raonament que estableix la veritat d'aquesta prova és incorrecte, es dedueix que tota la prova de Maimònides és també invàlida. Pel que fa al segon punt de vista, fins i tot llavors la prova és refutada per dues raons... | » |

Va concloure que la religió no es basa en la investigació científica racional, encara que la ciència no contradiu a la religió, doncs la veritat no pot contradir a la veritat

Cresques també va qüestionar les proves metafísiques de Maimònides, especialment el seu ús de l'axioma que una cadena infinita de causa-efecte és impossible. En canvi, Cresques va oferir la seva pròpia prova metafísica:
| « | Causes i efectes poden ser infinits o finits, però inevitablement arribem a la conclusió que hi ha d'haver alguna causa agregada de tots ells que dóna preferència a la seva existència sobre la no-existència. Tal és la causa de la totalitat de tots ells, és a dir, la preferència de la seva existència sobre la no-existència, i aquest és Déu, beneït sigui. Així l'existència de Déu està provada més enllà de qualsevol dubte . | » |

Així, Cresques admet que pot ser possible provar de forma racional l'existència de Déu, però en tot cas no conèixer-ne la voluntat i els atributs.

#### Déu d'amor i alegria
Maimònides repeteix la fórmula aristotèlica que Déu és una ment que es coneix a si mateixa Levi Ben Gershom recolza plenament aquesta tesi . Així, els predecessors de Cresques a la filosofia religiosa creien que Déu era pura raó.

Per altra banda, els aristotèlics també atribuïen alegria a Déu. Gersonides, per exemple, inclou fins i tot la noció d'alegria divina a la seva llista de cinc fonaments de la fe Cresques assenyala que la filosofia aristotèlica conté una contradicció perquè Déu com a intel·lecte pur no pot estar subjecte a l'emoció. Segons Cresques, Déu no és un intel·lecte pur, i l'alegria sí que existeix, però no pas una passió com en els ens creats, sinó una acció. En altres paraules, la joia de Déu és la seva acció, principalment la creació i el manteniment del Món. A més, és l'ompliment del Món amb amor allò que fa que el Món sigui harmoniós, és com si tot estigués ple d'aquest amor i impulsat per ell, com si fos una força natural bàsica. Alguns estudiosos moderns veuen la principal importància de Cresques en aquesta mateixa tesi
| « | Fórmula de benedicció establerta pels nostres Savis: "en la casa del qual hi ha l'alegria" ha d'entendre's literalment, no necessitem recórrer a l'al·legoria en aquest cas. Com que l'alegria té alguna cosa en comú amb Déu en permetre que es vessi el seu bé, i amb les criatures en rebre aquest bé, es dedueix que la veritable alegria està "en la seva estada" (hebreu: במעונו "bemeono"‎ ), és a dir, a la seva estada (hebreu: במשכנו "bemishkano"‎ ), al regne del cel, on hi ha l'estada de les entitats espirituals (hebreu: רוחניים "ruhaniim"‎). | » |

Com que l'amor i l'alegria tenen un estatus ontològic tan elevat, i l'home és semblant a Déu, Cresques dóna importància a aquests sentiments en l'home, és l'amor la fi última de l'home. Pel camí aborda el problema de la retribució per creure. Segons Cresques, l'home no és lliure d'escollir les seves creences, sinó que hi arriba sota la influència de la raó. Aleshores, ¿ com poden les creences comportar un càstig o una recompensa? La resposta, segons Cresques, és que no són les creences en si, sinó les emocions que les acompanyen les que provoquen la retribució; una persona no és responsable de les creences, sinó dels sentiments. Afirmant així la supremacia de la voluntat sobre la raó, que pot ser la influència de Joan Duns Escot.

#### Determinisme i lliure albir

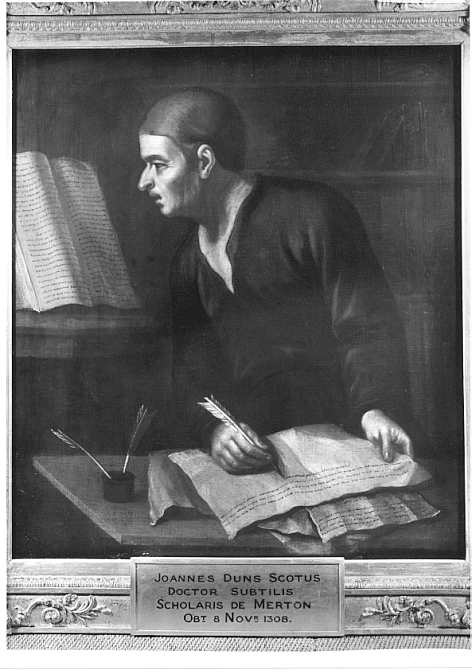
Duns Escot

Una posició peculiar i molt radical adopta Cresques sobre la qüestió del lliure albir i la seva compatibilitat amb l'omnisciència del Totpoderós, abastant també el futur  En aquesta posició es deixa sentir la influència de l'escolàstica llatina més que de la grega, sobretot de Joan Duns Escot. Aquesta influència és molt possible, ja que dos seguidors del “doctor fi” de D. Escoto, Alfredus Gonteri i Peter Thomae, van ensenyar a Barcelona molt a prop del call. L'anàlisi de Cresques comença amb la qüestió de si és possible. Després d'analitzar els arguments a favor i en contra, Cresques conclou que hi ha possibilitat a les coses com a tals, però que les coses mateixes estan predeterminades en termes de les causes que les van causar.
| « | Així, la causa causa la manifestació de la voluntat, però la voluntat mateixa continua sent ella mateixa, sense necessitat ni compulsió (hebreu: חייוב והכרח, hiyuv vehekreh‎ ). Per la seva pròpia naturalesa, es preserva la possibilitat de desitjar per igual ambdues alternatives, llevat que la causa provoqui un desig més gran per una de les alternatives, de manera que un no sent ni compulsió ni coacció (hebreu: לא ירגיש בשום הכרח ואונס, lo yargish be-shum hekrekh ve-ones vehekreh‎ ). Atès que la possibilitat del desig es conserva igualment, es diu voluntat al lloc de necessitat . | » |

De fet, això significa un determinisme complet, la qual cosa, segons el propi Cresques, és perillós per a les masses Cresques va encara més lluny en matèria de creences. Aquí també hi regna el determinisme, però no hi ha la il·lusió de la lliure elecció. Un sent les seves creences com a imposades per força
| « | Direm que com s'ha explicat que la voluntat no té res a veure amb les creences, però el creient sent la necessitat de ser creient, aleshores clarament no tenim més remei que definir l'elecció i la voluntat com una cosa així com la unitat i la connexió amb les creences per part del creient, i aquest és el plaer i la joia amb què Ell ens ha beneït quan ens ha beneït amb La seva fe i diligència per mantenir la seva veritat, i això és clarament una qüestió de voluntat i elecció . | » |

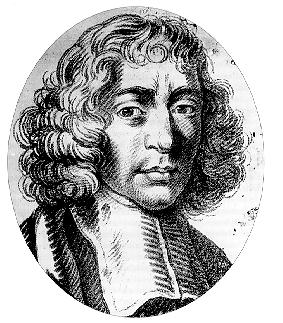
Benedict (Baruch) Spinoza

En aquest sentit, les preguntes més importants són: com encaixa aquest ensenyament amb el principi de retribució i quin és el significat dels manaments. En efecte, quin sentit té castigar el criminal i recompensar el just quan aquest no va ser lliure als seus actes? Cresques dóna dues respostes a això. En primer lloc, la recompensa arriba per si mateixa, igual que un home es crema en acostar-se massa al foc. D'altra banda, els manaments estan pensats per salvar l'home dels problemes. En un altre lloc, Cresques suggereix que els càstigs i les recompenses no vénen per les accions, ja que estan determinades, sinó pels sentiments que acompanyen aquestes accions El determinisme de Cresques s'estén així a les accions i les creences d'una persona, però no a les seves emocions. Una persona pot ser atea el seu lliure arbitri, però sentir-se trist per això. Aquesta llibertat residual distingeix el determinisme de Cresques del de Spinoza Cresques no sembla suggerir cap retribució per les creences, que, com ja s'ha dit, no tenen la il·lusió de llibertat
Segons alguns estudiosos, és possible que Cresques volgués donar consol als marrans que patien el baptisme forçat Les opinions deterministes de Cresques van ser criticades per Samuel David Luzzatto, que les considerava una font d'heretgia Spinozismo Un investigador posterior, Harry Wolfson, també va assenyalar que la tesi de Spinoza que el lliure arbitri és una il·lusió ja havia estat formulada per Cresques

## Obra
Se'n conserven tres obres.
La refutació dels dogmes cristians (escrit en català entre 1397 i 1398, i traduït a l'hebreu el 1451) es dedica a fer una exposició i refutació de les principals doctrines del cristianisme. Aquest tractat va ser escrit en català l'any 1398. L'original català ja no existeix; però s'ha conservat una traducció a l'hebreu de Joseph ibn Shem-Tov. L'obra va ser composta a petició dels nobles espanyols. L'objectiu de Cresques en escriure el que pràcticament és un tractat apologètic sobre el judaisme era presentar les raons que mantenien els jueus a la seva fe ancestral. Antiaristotèlic, utilitza arguments aristotèlics en contra dels dogmes cristians.
La seva gran contribució a la filosofia jueva fou, però, Or Adonay (La llum del Senyor), obra que participa de la reacció contra la filosofia aristotèlica i on critica el pensament de Maimònides i Gersònides, seguint la tradició dels grans mestres jueus catalans Moixè ben Nahman (Bonastruc sa Porta), Salomó ben Adret i el seu propi mestre, Nissim ben Reuben.
També es conserva la seva carta a les congregacions d'Avinyó, publicada com a apèndix de l'edició de Wiener de Shevet Yehudah (vegeu més amunt), en la qual relata els incidents de la persecució de 1391.

## Cultura popular
Un personatge amb el seu nom apareix a L'església del mar, d'Ildefonso Falcones, tot i que l'autor es pren la llicència de fer-lo canvista.